# Leonardo Pietra Caprina
Leonardo Pietra Caprina (Milán, 25 de septiembre de 1997) es un deportista italiano que compite en remo.
Ganó una medalla de bronce en el Campeonato Mundial de Remo de 2017 y una medalla de bronce en el Campeonato Europeo de Remo de 2022, ambas en la prueba de ocho con timonel.

## Palmarés internacional
| Campeonato Mundial | Campeonato Mundial        | Campeonato Mundial | Campeonato Mundial |
| Año                | Lugar                     | Medalla            | Prueba             |
| ------------------ | ------------------------- | ------------------ | ------------------ |
| 2017               | Sarasota (Estados Unidos) | Medalla de bronce  | Ocho con timonel   |
| Campeonato Europeo |                           |                    |                    |
| Año                | Lugar                     | Medalla            | Prueba             |
| 2022               | Múnich (Alemania)         | Medalla de bronce  | Ocho con timonel   |